# Lingua chhattisgarhi
Il Chhattisgarhi (Devanagari: छत्तीसगढ़ी) è una lingua della famiglia indoariana nello Stato indiano del Chhattisgarh. È parlato anche, seppur in minor parte, negli Stati del Maharashtra, nell'Orissa, nel Madhya Pradesh e nel Jharkhand.
Al 2022, è parlata da 16,3 milioni di parlanti totali.
Il Governo dell'India la classifica come dialetto dell'hindi, anche se secondo molti linguisti dovrebbe essere considerata come una lingua a tutti gli effetti. È strettamente imparentata con altre lingue dell'Hindi orientale, come Awadhi e Bagheli.